# Адміністративна відповідальність
Адміністративна відповідальність — це специфічне реагування держави на адміністративне правопорушення, що полягає в застосуванні уповноваженим органом або посадовою особою передбаченого законом стягнення до суб'єкта правопорушення.

## Ознаки адміністративної відповідальності
Виділяють основні та похідні ознаки адміністративної відповідальності. До основних ознак відносять те, що адміністративна відповідальність:
1. є засобом охорони встановленого правопорядку;
2. нормативно визначена й полягає в застосуванні санкцій адміністративних правових норм;
3. супроводжується осудом із боку держави правопорушника та правопорушення;
4. пов'язана із застосуванням примусу та негативних для правопорушника наслідків;
5. реалізується у визначених законодавством процесуальних формах.

До похідних ознак відносять те, що:
1. підставою адміністративної відповідальності є не тільки проступки, передбачені нормами адміністративного права, а й порушення, передбачені нормами інших галузей права (наприклад, житлового, трудового, земельного та ін.);
2. адміністративна відповідальність полягає в застосуванні до винних адміністративних стягнень;
3. право притягати до адміністративної відповідальності належить державним органам та їхнім посадовим особам;
4. існує особливий порядок притягнення до адміністративної відповідальності і т. ін.

Адміністративна відповідальність настає з досягненням 16-річного віку (ст. 12 КУпАП).
Вчинення адміністративного проступку неповнолітнім є обставиною, що пом'якшує адміністративну відповідальність. За вчинення адміністративних проступків у віці від 16 до 18 років до неповнолітніх можуть бути застосовані такі заходи впливу:
- зобов'язання публічно або в іншій формі попросити вибачення в потерпілого;
- застереження;
- догана або сувора догана;
- передача неповнолітнього під нагляд батькам чи особам, які їх замінюють, або під нагляд педагогічному чи трудовому колективу за згодою колективу, а також окремим громадянам на їх прохання (ст. 24і КУпАП).

## Адміністративна відповідальність як вид юридичної відповідальності
Адміністративна відповідальність — це реакція суспільства на шкоду, заподіяну адміністративним правопорушенням, державна оцінка порушення правової норми, що охороняється адміністративно-правовими санкціями. Адміністративна відповідальність є складовою державного примусу. На думку В. К. Колпакова, «адміністративна відповідальність» — це примусове, з додержанням встановленої процедури, застосування правомочним суб’єктом передбачених законодавством за вчинення адміністративного проступку заходів впливу, які виконані правопорушником. На думку О. І. Остапенко, — це специфічне реагування держави на адміністративне правопорушення, що полягає в застосуванні уповноваженим органом або посадовою особою передбаченого законом стягнення до суб’єкта правопорушення.
В сучасному розумінні терміна «адміністративна відповідальність» це різновид юридичної відповідальності за вчинення проступку проти встановлених правил поведінки виражених у приписах законодавчих актів, які регулюють правовідносини у відповідній суспільно-економічній сфері (галузі). Стягнення за вчинення такого протиправного діяння накладається органом державної влади (посадовою особою органу державної влади) наділеним відповідними адміністративними повноваженнями.
Положення КУпАП поширюються і на проступки (адміністративні правопорушення), відповідальність за вчинення яких передбачена законами, ще не включеними до Кодексу. Як наголошує Конституційний Суд України у своєму Рішенні у справі про відповідальність юридичних осіб від 30 травня 2001 року № 7-рп/2001, згідно з частиною третьою статті 2 КУпАП його положення поширюються і на адміністративні правопорушення, відповідальність за вчинення яких передбачена законодавством, ще не включеним до КУпАП. З’ясовуючи зміст цієї норми, Конституційний Суд України вважає за доцільне звернутися до генезису інституту адміністративної відповідальності.
Певний період у правовій науці та законодавстві суб’єктами адміністративного правопорушення визнавалися як фізичні, так і юридичні особи. Проте в умовах панування державної форми власності в Радянському Союзі та країнах Варшавського договору накладення штрафів на юридичних осіб втрачали будь-який сенс, тому правова доктрина схилялась до недоцільності визнання підприємств, установ та організацій суб’єктами адміністративної відповідальності, що знайшло нормативне закріплення в Указі Президії Верховної Ради Союзу PCP від 21 червня 1961 року «Про подальше обмеження застосування штрафів, що накладаються в адміністративному порядку» та аналогічному Указі Президії Верховної Ради Української PCP від 15 грудня 1961 року. Цими нормативно-правовими актами скасовано накладення адміністративних штрафів на підприємства, установи та організації. Саме цю концепцію було реалізовано у прийнятому 7 грудня 1984 року Кодексі Української PCP про адміністративні правопорушення, за яким суб’єктом адміністративної відповідальності є лише фізична особа (статті 9, 12, 13, 14, 15, 16, 17, 27, 30, 31, 32 Загальної частини та Особлива частина Кодексу). Ця позиція законодавця залишилась незмінною, свідченням чого є численні доповнення, які вносились до КУпАП протягом усього часу його дії, в тому числі і Законом України «Про внесення змін до Кодексу України про адміністративні правопорушення» від 5 квітня 2000 року, метою прийняття якого було приведення Кодексу у відповідність з Конституцією і законами України. Законами про внесення змін до Загальної та Особливої частин Кодексу, якими, зокрема, встановлювались нові склади адміністративних правопорушень та адміністративні стягнення за них, суб’єктом відповідальності за ці правопорушення визнавались лише фізичні особи.
Тому припис частини третьої статті 2 КУпАП, згідно з яким «положення цього Кодексу поширюються і на адміністративні правопорушення, відповідальність за вчинення яких передбачена законодавством, ще не включеним до Кодексу», стосується лише законів, що встановлюють адміністративну відповідальність фізичних осіб. При цьому законодавець може диференціювати строки притягнення до відповідальності, процедуру застосування заходів впливу до порушників законодавства залежно від особливостей суспільних відносин, що регламентуються зазначеним законодавством.
КСУ постановив, що з огляду на те, що за чинним Кодексом України про адміністративні правопорушення суб’єктами адміністративної відповідальності є фізичні особи, у частині третій статті 2 КУпАП під словосполученням «законодавством, ще не включеним до Кодексу» слід розуміти закони, що встановлюють відповідальність фізичних осіб за вчинення адміністративних правопорушень, які ще не включені в установленому порядку до зазначеного Кодексу.
Питання щодо адміністративної відповідальності за порушення митних правил регулюються Митним кодексом України. Розділом XVIII Митного кодексу України (статті 319—355) встановлюється перелік та склади порушень митних правил, вчинення яких має наслідком адміністративну відповідальність. Зокрема, відповідно до статті 319 Митного кодексу, порушення митних правил є адміністративним правопорушенням, яке являє собою протиправні, винні (умисні або з необережності) дії чи бездіяльність, що посягають на встановлений законодавством України порядок переміщення товарів і транспортних засобів через митний кордон України і за які цим Кодексом передбачена адміністративна відповідальність.
Відповідальність за порушення митних правил встановлюється Митним кодексом. Суб’єктами відповідальності за порушення митних правил можуть бути громадяни, які на момент вчинення такого правопорушення досягли 16-річного віку (так само, як і у випадку з адміністративною відповідальністю за Кодексом України про адміністративні правопорушення), а також посадові особи підприємств.
За порушення митних правил можуть бути накладені такі стягнення: попередження; штраф; конфіскація товарів — безпосередніх предметів порушення митних правил, товарів із спеціально виготовленими сховищами (тайниками), що використовувалися для приховування безпосередніх предметів порушення митних правил від митного контролю, транспортних засобів, що використовувалися для переміщення безпосередніх предметів порушення митних правил через митний кордон України (ст. 323 Митного кодексу). Процедуру провадження у справах про адміністративне правопорушення митних правил визначає розділ XIX (статті 356—406) Митного кодексу.
Діяльність органів публічної влади по запобіганню правопорушень з одного боку має бути всеохоплюючою та ефективною, а з іншого знаходитись в межах вимоги ст. 19 Конституції «Органи державної влади та органи місцевого самоврядування, їх посадові особи зобов'язані діяти лише на підставі, в межах повноважень та у спосіб, що передбачені Конституцією та законами України». Така діяльність звичай пов’язана з реалізацією певних заходів чи комплексу заходів, направлених на запобігання вчинення протиправних діянь.
Заходи адміністративного запобігання — це визначені нормами адміністративного права способи офіційного фізичного або психологічного впливу уповноважених посадових осіб державних органів, а у деяких випадках і громадських організацій на фізичних та юридичних осіб у вигляді особистих, майнових, організаційних обмежень їх прав, свобод та інтересів задля запобігання, виявлення протиправних діянь, забезпечення громадського порядку та громадської безпеки, запобігання та локалізації наслідків надзвичайних ситуацій.
Отже, особливістю цих заходів є те, що вони:
- застосовуються за умови відсутності протиправного діяння;
- застосовуються з метою запобігання, виявлення протиправних діянь, забезпечення громадського порядку та громадської безпеки, а також запобігання надзвичайних ситуацій.

Відповідна група заходів адміністративного примусу є найпоширенішою, положення багатьох нормативно-правових актів визначають засади їх застосування.
Відповідно до вимог статті 6 КУпАП, органи виконавчої влади та органи місцевого самоврядування, громадські організації, трудові колективи розробляють і здійснюють заходи, спрямовані на запобігання адміністративним правопорушенням, виявлення й усунення причин та умов, які сприяють їх вчиненню, на виховання громадян у дусі високої свідомості і дисципліни, суворого додержання законів України.
Органи місцевого самоврядування, місцеві державні адміністрації, забезпечуючи відповідно до Конституції України додержання законів, охорону державного і громадського порядку, прав громадян, координують на своїй території роботу всіх державних і громадських органів по запобіганню адміністративним правопорушенням, керують діяльністю, адміністративних комісій та інших підзвітних їм органів, покликаних вести боротьбу з адміністративними правопорушеннями. Так, відповідно ст. 38 Закону України «Про місцеве самоврядування в Україні» від 21.05.97 р. № 280/97-ВР віднесені до їх відання: розгляд деяких категорій справ про адміністративні правопорушення; утворення адміністративних комісій, спрямування їх діяльності. Вони належать до делегованих повноважень органів місцевого самоврядування щодо забезпечення прав, свобод і законних інтересів громадян. Враховуючи неорадянську структуру чинного адміністративного законодавства для регулювання сучасних правовідносин доводиться послуговуватись нормативними актами середини минулого століття. Ще й досі є чинним базовий документ, що регулює процедуру створення та діяльності адміністративних комісій, затверджене ще Указом Президії Верховної Ради Української РСР від 09.03.88 р. № 5540-XI5 із назвою «Положення про адміністративні комісії Української РСР».
Вимоги щодо розроблення і здійснення заходів, спрямованих на запобігання адміністративним правопорушенням, а також виявлення й усунення причин та умов, що їм сприяють, є досить умовними, оскільки реальні механізми дотримання і виконання цих вимог пов’язані не лише з проведенням належної нормотворчої й правовиховної роботи, але й із створенням відповідних соціально-економічних та суспільно-політичних умов, які залежать від обсягів державного фінансування ключових державних цільових програм, а також політичної волі законодавця підняти на якісно новий рівень ступінь нормативно-правового регулювання суспільних відносин та заходів відповідальності за посягання на ті з них, які дійсно потребують адміністративно-правової охорони.

## Законність як основа адміністративної відповідальності
Один з найважливіших принципів права — принцип законності в його забезпеченні при застосуванні заходів впливу, що передбачені ст. 7 КУпАП. Мова йде не тільки про накладення адміністративних стягнень. Законність — це принцип, обов’язкова вимога, метод, режим і стан неухильного дотримання, виконання і застосування законів та заснованих на них інших правових актів усіма учасниками суспільних відносин у всіх сферах суспільного життя. Принцип законності є основоположним при застосуванні заходів впливу що застосовують до неповнолітніх (ст. 241 КУпАП), заходи забезпечення провадження у справах про адміністративне правопорушення тощо.
Суб’єктам притягнення до адміністративної відповідальності є органи державної влади та місцевого самоврядування, таке положення КУпАП повністю відповідає положенням ст. 19 Конституції України «Органи державної влади та органи місцевого самоврядування, їх посадові особи зобов'язані діяти лише на підставі, в межах повноважень та у спосіб, що передбачені Конституцією та законами України».
Таким чином, закріплену законодавством вимогу дотримуватися правових приписів, яка звернена до усіх суб’єктів суспільних відносин, необхідно вважати принципом. Прояв законності у конкретній поведінці (діяльності суб’єктів) стає методом і станом їх діяльності. Елементом режиму суспільної діяльності законність буде тоді, коли більшість учасників суспільних відносин дотримують, виконують і правильно застосовують правові приписи.
В КУпАП обов’язок дотримуватися вимог законності поширюється на всіх суб’єктів права. Це положення закріплене багатьма конституційними положеннями. Так, у ст. 6 Конституції України проголошується, що органи законодавчої, виконавчої та судової влади здійснюють свої повноваження у встановлених Конституцією межах і відповідно до законів України. Стаття 68 Основного Закону визначає, що кожен зобов’язаний неухильно додержуватися Конституції України та законів України, не посягати на права і свободи, честь і гідність інших людей. В ст. 129 Конституції визначається, що судді при здійсненні правосуддя незалежні і підкоряються лише закону, а також проголошується рівність усіх учасників судового процесу перед законом і судом.
Характерною рисою законності як принципу є його універсалізм. Принцип законності поширюється на всі сфери та всіх учасників суспільних правовідносин. У свою чергу законність містить принципи єдності законності, верховенства закону, неприпустимості протиставлення законності і доцільності, реальності законності.
Змістом принципу єдності законності є загальнообов’язковість приписів чинного законодавства для всіх суб’єктів правових відносин, єдине розуміння юридичних критеріїв оцінки поведінки учасників правовідносин. Правові закони володіють вищою суспільною доцільністю. Доцільність закону означає необхідність вибору чітко у рамках закону найбільш оптимальних варіантів здійснення правотворчої та правореалізуючої діяльності. Отже, доцільність не може суперечити законності та існує лише у межах останньої.
Реальність законності — досягнення фактичного виконання правових принципів у всіх видах діяльності та невідворотність відповідальності за будь-яке їх порушення, за допомогою як загальносоціальних факторів, так і спеціальних державно-правових, зокрема й примусових засобів. Невід’ємною умовою ефективного впливу принципів законності на суспільні правовідносини є додержання таких умов:
1. наявність розвиненої системи права, яка відображає об’єктивні потреби держави та усіх учасників правовідносин;
2. існування механізму контролю за точним та неухильним виконанням приписів законів та підзаконних правових актів;
3. невідворотність юридичної відповідальності за порушення вимог законності.

Останні зміни 2014 року уточнили місце прокуратури у системі захисту принципу законності при здійсненні заходів впливу щодо правопорушень, які визначені ч. 5 ст. 7 КУпАП — прокурорський нагляд за дотриманням законодавства здійснюється при застосуванні заходів примусового характеру, пов’язаних з обмеженням особистої свободи громадян у разі скоєння ними адміністративних правопорушень.
Стаття 26 Закону України «Про прокуратуру» встановлює, що прокурор, здійснюючи нагляд за додержанням законів при виконанні судових рішень у кримінальних справах, а також при застосуванні інших заходів примусового характеру, пов’язаних з обмеженням особистої свободи громадян.
Стаття 8 КУпАП встановлює вимоги щодо чинності закону про відповідальність за адміністративні правопорушення в просторі і часі. Так, особа, яка вчинила адміністративне правопорушення, підлягає відповідальності на підставі закону, що діє під час і за місцем вчинення правопорушення.
Порядок визначення дії закону в часі, набрання чинності:
1. з моменту (дати) офіційного опублікування;
2. з моменту ухвалення органом (наприклад, Конституція України набрала чинності з моменту прийняття парламентом);
3. з офіційно визначеного строку після опублікування (закони України починають діяти на всій її території після 10 днів з дня офіційного опублікування);
4. у міру одержання адресатом — акти з обмежувальним грифом «таємно», «цілком таємно» або «особливої важливості», «для службового користування»;
5. з дати, що позначена в самому нормативно-правовому акті (наприклад, в Законі України від 02.06.2011 «Про внесення змін до Закону України «Про застосування амністії в Україні» та інших законодавчих актів України» зазначено, що він набирає чинності з 01.01.2012).

За всіх умов закон набирає чинності не раніше дати опублікування. Якщо в законі містяться слова «з моменту», «з дня», «після» (прийняття, опублікування, підписання), то це означає набрання законом чинності на наступний календарний день. Якщо нормативно-правові акти, які визначають права й обов'язки громадян, не доведені до відома населення у встановленому законом порядку, вони не є чинними.
Втрата чинності:
1. скасування нормативно-правового акта (його частини);
2. визнання нормативно-правового акта неконституційним або незаконним;
3. припинення дії нормативно-правового акта з вказівкою на період його дії, дату чи певні обставини(настання передбаченої у ньому дати або обставини).

Порядок визначення дії закону в просторі: Дія нормативно-правового акта в просторі відбувається відповідно до територіальних і екстериторіальних принципів.
Територіальна дія нормативно-правового акта окреслена територією держави (Україна) чи окремого регіону (АР Крим), або адміністративно-територіальної одиниці (обласного, районного, міського масштабу), тобто тією територією, на яку поширюються владні повноваження органу, що його видав (підприємства, установи тощо), екстериторіальна дія нормативно-правового акта (право екстериторіальності держав) — порядок, відповідно до якого установи або фізичні особи, що розташовані або перебувають на території іншої держави, розглядаються як такі, що розташовані або перебувають на власній національній території і підвладні законам та юрисдикції власної держави. Правом екстериторіальності користуються військові кораблі та літаки, що із дозволу держави перебування перебувають на її території, але розглядаються як частина території держави прапора чи розпізнавальних знаків; космічні об'єкти, що належать державі; території дипломатичних представництв і консульств.
Яскравим прикладом практичного значення визначення дії закону у просторі є застосування бланкетних норм, які відсилають до рішень сільських, селищних, міських рад, які встановлюють відповідно до законодавства правила, за порушення яких адміністративну відповідальність передбачено статтями 152 (Порушення державних стандартів, норм і правил у сфері благоустрою населених пунктів, правил благоустрою територій населених пунктів), 159 (Порушення правил торгівлі на ринках) і 182 (Порушення вимог законодавчих та інших нормативно-правових актів щодо захисту населення від шкідливого впливу шуму чи правил додержання тиші в населених пунктах і громадських місцях) КУпАП. Ці правила діють виключно на території територіальної громади.
За загальним правилам, закон зворотної сили не має. Проте, КУпАП встановлює, що закони, які пом’якшують або скасовують відповідальність за адміністративні правопорушення, мають зворотну силу, тобто поширюються і на правопорушення, вчинені до видання цих законів. Закони, які встановлюють або посилюють відповідальність за адміністративні правопорушення, зворотної сили не мають. Зазначене положення повністю дублює і відповідає аналогічному положенню статті 5 Конституції України. В офіційному тлумаченні цієї норми Конституційний Суд України у своєму Рішенні (У справі за конституційним зверненням Національного банку України щодо офіційного тлумачення положення частини першої статті 58 Конституції України (справа про зворотну дію в часі законів та інших нормативно-правових актів) 9 лютого 1999 року Справа N 1-7/99) зазначив: «Положення частини першої статті 58 Конституції України про те, що закони та інші нормативно-правові акти не мають зворотної дії в часі, крім випадків, коли вони пом’якшують або скасовують відповідальність особи, треба розуміти так, що воно стосується людини і громадянина (фізичної особи) і не поширюється на юридичних осіб. Але це не означає, що цей конституційний принцип не може поширюватись на закони та інші нормативно-правові акти, які пом'якшують або скасовують відповідальність юридичних осіб. Проте надання зворотної дії в часі таким нормативно-правовим актам може бути передбачено шляхом прямої вказівки про це в законі або іншому нормативно-правовому акті».
Провадження в справах про адміністративні правопорушення ведеться на підставі закону, що діє під час і за місцем розгляду справи про правопорушення.
В теорії та практиці адміністративного процесу розрізняється поняття «місце вчинення правопорушення» та «місце розгляду справи».
За загальним правилом, встановленим ч. 1 ст. 276 КУпАП справа про адміністративне правопорушення розглядається за місцем його вчинення. Конституційний суд України надав офіційне тлумачення цієї частини, зазначивши, що термін «справа про адміністративне правопорушення розглядається за місцем його вчинення», в аспекті порушеного у конституційному поданні питання необхідно розуміти так, що використане в ньому словосполучення «за місцем його вчинення» визначає адміністративно-територіальну одиницю, на яку поширюється юрисдикція відповідного органу, уповноваженого законом розглядати справу про адміністративне правопорушення.
В інших випадках місцем розгляду справи може визнаватись місце проживання правопорушника, місце реєстрації транспортного засобу тощо (ст. 276 КУпАП).
Дотримання вимог закону при застосуванні заходів впливу за адміністративні правопорушення забезпечується систематичним контролем з боку органів публічної адміністрації і їх посадових осіб, правом оскарження, іншими встановленими законом способами.

## Вік, після досягнення якого настає адміністративна відповідальність
Розмірковуючи над питанням про вік, після якого настає адміністративна відповідальність, слід зазначити, що даний чинник є критерієм розмежування, відмінності загальних обов'язків людини взагалі та осіб, що не досягли повноліття, зокрема, яка ступінь їх участі в правових відносинах. Остання визначається наявністю в особи правосуб’єктності, — передбаченої нормами правоздатності (можливості), бути учасником правовідносин. У міжнародних документах про права людини (ст. 6 Загальної декларації прав людини, ст. 16 Міжнародного пакту про громадянські і політичні права) записано, що кожна людина, де б вона не знаходилася, має право на визнання її правосуб'єктності.
Регулюючою нормою, з даного питання є ст. 12 КУАП, яка визначає загального суб’єкта адміністративного правопорушення. Відповідно до норм цієї статті загальним суб’єктом адміністративного правопорушення, тобто особою, яка підлягає адміністративній відповідальності за цим Кодексом за стандартних умов, є фізична осудна особа, яка на момент вчинення адміністративного правопорушення досягла шістнадцятирічного віку.
Перед тим, як вирішувати питання притягнення особи до адміністративної відповідальності, орган адміністративної юрисдикції, зобов’язаний переконатися в тому, що особі вже виповнилося шістнадцять років саме у момент здійснення протиправного діяння, а не на момент розгляду справи або на початок виконання постанови у справі. У протилежному випадку така особа адміністративній відповідальності не підлягає.
Вік особи має бути точно встановлений через залучення до матеріалів справи копії паспорту або, у разі його відсутності, копії свідоцтва про народження особи, в яких зазначено число, місяць, рік народження. Особа вважається такою, що досягла віку адміністративної відповідальності в 00 годин наступної доби після дня народження. Тобто, якщо особа народилася 01 вересня 2000 року, то адміністративної деліктоздатності вона досягне в 00 годин 02 вересня 2016 року.
Відповідно до статті 13 КУАП, до осіб віком від шістнадцяти до вісімнадцяти років, які вчинили адміністративні правопорушення, застосовуються заходи впливу, передбачені статтею 241 КУпАП:
1. зобов’язання публічно або в іншій формі попросити вибачення у потерпілого;
2. попередження;
3. догана або сувора догана;
4. передача неповнолітнього під нагляд батькам або особам, які їх замінюють, чи під нагляд педагогічному або трудовому колективу за їх згодою, а також окремим громадянам на їх прохання.

Застосування заходів впливу замість адміністративних стягнень є обов’язковим в усіх випадках вчинення неповнолітньою особою адміністративних правопорушень, передбачених цим КУпАП.
На загальних підставах особи віком від 16 до 18 років підлягають адміністративній відповідальності у разі вчинення ними таких адміністративних правопорушень: ст. 44 «Незаконні виробництво, придбання, зберігання, перевезення, пересилання наркотичних засобів або психотропних речовин без мети збуту в невеликих розмірах»; ст. 51 «Дрібне викрадення чужого майна»; ст. 121 «Порушення водієм правил керування транспортним засобом, правил користування ременями безпеки або мотошоломами»; ст. 1211 «Експлуатація водіями транспортних засобів, ідентифікаційні номери складових частин яких не відповідають записам у реєстраційних документах»; ст. 1212 «Порушення правил перевезення пасажирів при наданні послуг з перевезення пасажирів»; ст. 122 «Перевищення встановлених обмежень швидкості руху, проїзд на заборонний сигнал регулювання дорожнього руху та порушення інших правил дорожнього руху»; ст. 1222 «Невиконання водіями вимог про зупинку»; ст. 1224 «Залишення місця дорожньо-транспортної пригоди»; ст. 1225 «Порушення вимог законодавства щодо встановлення і використання спеціальних світлових або звукових сигнальних пристроїв»; ст. 123 «Порушення правил руху через залізничні переїзди»; ст. 124 «Порушення правил дорожнього руху, що спричинило пошкодження транспортних засобів, вантажу, автомобільних доріг, вулиць, залізничних переїздів, дорожніх споруд чи іншого майна»; ст. 1241 «Ненадання транспортних засобів поліцейським та медичним працівникам, а також ненадання військових транспортних засобів посадовим особам Військової служби правопорядку у Збройних Силах України»; ст. 125 «Інші порушення правил дорожнього руху»; ст. 126 «Керування транспортним засобом особою, яка не має відповідних документів на право керування таким транспортним засобом або не пред'явила їх для перевірки»; ст. 127 «Порушення правил дорожнього руху пішоходами, велосипедистами та особами, які керують гужовим транспортом, і погоничами тварин».
Частинами першою, другою і третьою ст. 130 КУпАП «Керування транспортними засобами або суднами особами, які перебувають у стані алкогольного, наркотичного чи іншого сп'яніння або під впливом лікарських препаратів, що знижують їх увагу та швидкість реакції».
Ст. 139 «Пошкодження автомобільних доріг, вулиць, дорожніх споруд, залізничних переїздів і технічних засобів регулювання дорожнього руху, створення перешкод для руху та невжиття необхідних заходів щодо їх усунення».
Частиною другою статті 156 «Порушення правил торгівлі пивом, алкогольними, слабоалкогольними напоями і тютюновими виробами».
Стаття 173 «Дрібне хуліганство».
Стаття 174 «Стрільба з вогнепальної, холодної метальної чи пневматичної зброї, пристроїв для відстрілу патронів, споряджених гумовими чи аналогічними за своїми властивостями метальними снарядами несмертельної дії в населених пунктах і в не відведених для цього місцях або з порушенням установленого порядку».
Стаття 185 «Злісна непокора законному розпорядженню або вимозі поліцейського, члена громадського формування з охорони громадського порядку і державного кордону, військовослужбовця».
Стаття 190 «Порушення громадянами порядку придбання, зберігання, передачі іншим особам або продажу вогнепальної, холодної чи пневматичної зброї».
Стаття 191 «Порушення громадянами правил зберігання, носіння або перевезення нагородної, вогнепальної, холодної чи пневматичної зброї і бойових припасів».
Стаття 192 «Порушення громадянами строків реєстрації (перереєстрації) нагородної, вогнепальної, холодної чи пневматичної зброї і правил взяття її на облік».
Стаття 193 «Ухилення від реалізації вогнепальної, холодної чи пневматичної зброї і бойових припасів».
Стаття 194 «Порушення працівниками торговельних підприємств (організацій) порядку продажу вогнепальної, холодної чи пневматичної зброї і бойових припасів».
Стаття 195 «Порушення працівниками підприємств, установ, організацій правил зберігання або перевезення вогнепальної, холодної чи пневматичної зброї і бойових припасів».
З урахуванням характеру вчиненого правопорушення та особи правопорушника до зазначених осіб (за винятком осіб, які вчинили правопорушення, передбачені статтею 185 — злісна непокора законному розпорядженню або вимозі працівника національної поліції, члена громадського формування з охорони громадського порядку і державного кордону, військовослужбовця) можуть бути застосовані заходи впливу, передбачені статтею 241 КУпАП. Однак застосування органом (посадовою особою), уповноваженим розглядати справи про зазначені адмінправопорушення, суб’єктом яких є неповнолітній, заходів впливу, передбачених статтею 241 КУпАП, є правом, а не обов’язком цього органу (посадової особи).
При розгляді питання про накладення стягнення за вчинення проступку орган адміністративної юрисдикції, повинен упевнитися в тому, що особа, справа про адміністративне правопорушення якої підлягає розгляду, дійсно досягла зазначеного в діючому законодавстві віку саме у момент здійснення провини чи раніше. У іншому випадку така особа адміністративній відповідальності не підлягає.

## Особливості відповідальності посадових осіб органів державної влади за вчинення адміністративних правопорушень (проступків)
В сучасній правовій науці та державотворчій практиці широко послуговуються категоріями «посадова особа», «службова особа», «публічна особа», «політична особа» тощо. У свою чергу керуючись роз’ясненнями Міністерства юстиції України випливає, що поняття «посадова особа» необхідно виходити з правозастосовної практики, яка зазначає, що головним критерієм віднесення особи до кола посадових осіб є наявність в неї організаційно-розпорядчих або адміністративно-господарських функцій (лист Міністерства юстиції від 22.02.2013 №1332-0-26-13/11).
Адміністративне право межує із кримінальним правом лінією відповідальності посадових осіб. За посадовий проступок посадова особа несе відповідальність дисциплінарну (і в ряді випадків — адміністративну), за посадовий злочин — кримінальну. Правильно відмежувати посадовий проступок від посадового злочину можна в кожному окремому випадку, лише ретельно вивчивши обставини, що супроводжують дані дії (або бездіяльність), і взявши до уваги основний критерій — небезпечності вчиненого діяння для суспільства.
Відповідно до статті 14 КУпАП, посадові особи виступають як спеціальні суб’єкти цілого ряду адміністративних правопорушень у сфері охорони порядку управління, державного і громадського порядку, природи, здоров’я населення та інших правил. Спеціальними суб’єктами посадові особи визнаються лише у разі вчинення адміністративного правопорушення шляхом недодержанням установлених правил, забезпечення виконання яких входить до їх службових обов’язків.
Кодекс про адміністративні правопорушення не містить визначення поняття «посадова особа». Тому при кваліфікації діянь та визначенні суб’єкта правопорушення слід враховувати правозастосовну практику. Так, наприклад, в Листі ДФС України від 11.09.2015 р. № 33814/7/99-99-17-03-01-17 міститься таке роз’яснення: при вирішенні питання визначення поняття «посадова особа» необхідно виходити з правозастосовної практики, яка зазначає, що головним критерієм віднесення особи до кола посадових осіб є наявність в неї організаційно-розпорядчих або адміністративно-господарських функцій.
Відповідно до судової практики, яка склалася і знайшла своє відображення у відповідному узагальненні Верховного Суду України (йдеться про постанову Пленуму Верховного Суду України від 26 квітня 2002 року № 5 «Про судову практику у справах про хабарництво»), організаційно-розпорядчими обов'язками є обов’язки із здійснення керівництва галуззю промисловості, трудовим колективом, ділянкою роботи, виробничою діяльністю окремих працівників на підприємствах, в установах чи організаціях незалежно від форм власності. Такі функції виконують, зокрема, керівники міністерств, інших нейтральних органів виконавчої влади, державних, колективних чи приватних підприємств, установ і організацій, їх заступники, керівники структурних підрозділів (начальники цехів, завідувачі відділів, лабораторіями, кафедрами), їх заступники, особи, які керують ділянками робіт (майстри, виконроби, бригадири тощо).
У той же час під адміністративно-господарськими обов'язками розуміються обов'язки з управління або розпорядження державним, колективним чи приватним майном (установлення порядку його зберігання, переробки, реалізації забезпечення контролю за цими операціями тощо). Такі повноваження в тому чи іншому обсязі є у начальників планово-господарських, постачальних, фінансових відділів і служб, завідувачів складів, магазинів, майстерень, ательє, їх заступників, керівників відділів підприємств, відомчих ревізорів та контролерів тощо (лист Міністерства юстиції України від 22.02.2013 р. № 1332-0-26-13/11).
Державна інспекція України з питань праці надала роз'яснення, що посадовими особами товариства визнаються голова та члени виконавчого органу, голова ревізійної комісії (ревізор), а у разі створення ради товариства (спостережної ради) — голова і члени цієї ради (роз’яснення від 27.07.2014 р.).
Показовою з огляду проблематики визначення відносин відповідальності посадових осіб органів державної влади (органами державної влади) у стосунках з посадовими особами публічного права (юридичними особами) є ст. 166-3 КУпАП «Дискримінація підприємців органами влади і управління за якою заборонено встановлення обмежень на здійснення окремих видів діяльності, на виробництво певних видів товарів з метою обмеження конкуренції, примушування підприємців до вступу в асоціації, концерни, міжгалузеві, регіональні та інші об’єднання підприємств, а також до пріоритетного укладення договорів, першочергової поставки товарів певному колу споживачів, прийняття рішень про централізований розподіл товарів, що призводить до монопольного становища на ринку, встановлення заборони на реалізацію товарів з одного регіону республіки в інший, надання окремим підприємцям податкових та інших пільг, які ставлять їх у привілейоване становище щодо інших підприємців, що призводить до монополізації ринку певного товару, обмеження прав підприємців щодо придбання та реалізації товарів, встановлення заборон чи обмежень відносно окремих підприємців або груп підприємців». Об’єктом даного адміністративного проступку є суспільні відносини у сфері господарської діяльності, а також у сфері державного управління (див. Господарський кодекс України). Об’єктивна сторона правопорушення виражається у вчиненні органами влади і управління дій, які є дискримінаційними по відношенню до підприємців. Суб’єкт адміністративного проступку — спеціальний (посадові особи органів влади і управління). Суб’єктивна сторона правопорушення визначається ставленням до наслідків і характеризується наявністю вини у формі умислу.
Відповідно до ст. 31 Господарського кодексу України, дискримінацією суб’єктів господарювання органами влади визнається: заборона створення нових підприємств чи інших організаційних форм господарювання в будь-якій сфері господарської діяльності, а також встановлення обмежень на здійснення окремих видів господарської діяльності або виробництво певних видів товарів з метою обмеження конкуренції; примушування суб’єктів господарювання до пріоритетного укладання договорів, першочергової реалізації товарів певним споживачам або до вступу в господарські організації та інші об’єднання; прийняття рішень про централізований розподіл товарів, який призводить до монопольного становища на ринку; встановлення заборони на реалізацію товарів з одного регіону України в інший; надання окремим підприємцям податкових та інших пільг, які ставлять їх у привілейоване становище щодо інших суб’єктів господарювання, що призводить до монополізації ринку певного товару; обмеження прав суб’єктів господарювання щодо придбання та реалізації товарів; встановлення заборон чи обмежень стосовно окремих суб’єктів господарювання або груп підприємців.

## Відповідальність за адміністративні правопорушення пов’язані з корупцією
Станом на 2017 рік корупція в Україні набула ознак системного явища, яке поширює свій негативний вплив на всі сфери суспільного життя, все глибше укорінюючись у повсякденному житті як основний, швидкий та найбільш дієвий протиправний засіб вирішення питань, досягнення певних цілей. Масштаби поширення корупції загрожують національній безпеці України, що потребує негайного вжиття системних та послідовних заходів, які мали б комплексний характер і базувалися на єдиній Національній антикорупційній стратегії.
14 жовтня 2014 року Верховною Радою України був прийнятий Закон України № 1700-VII «Про запобігання корупції», яким були визначені засади визначення та реалізації державної антикорупційної політики. Відповідно до ст. 1 Закону України «Про запобігання корупції» (Відомості Верховної Ради (ВВР), 2014, № 49, ст. 2056) «корупційне правопорушення — діяння, що містить ознаки корупції, вчинене особою, зазначеною у частині першій статті 3 Закону про запобігання корупції, за яке законом встановлено кримінальну, дисциплінарну та/або цивільно-правову відповідальність».
Отже, суб’єктами які можуть вчинити, а відповідно, бути притягнутими до відповідальності за корупційне правопорушення відповідно до ст. 3 ЗУ «Про запобігання корупції» можуть бути такі категорії осіб: посадові особи органів державної влади, особи яким делеговані повноваження органів державної влади або надають послуги що оплачуються за рахунок державних коштів, а також особи фізичні особи, які що здійснюють діяльність, пов’язану із запобіганням, протидією корупції.
Фактично ми маємо справу з появою нового терміна в антиделіктному законодавстві України. ЗУ «Про запобігання корупції» не просто створює юридичне підґрунтя для діяльності державних органів, щодо запобігання корупції, а вносить значні зміни в систему українського права.
Нині визначення окремих видів правопорушень (злочинів та проступків) наведено в ряді нормативних актів: у Кримінальному кодексі України, ст. 11; у Кодексі України про адміністративні правопорушення, ст. 9; у Митному кодексі України, стаття 458. В той же час, в контексті конституційних норм, не зовсім зрозуміло як співвідносяться наведені визначення з нормами Розділу XVII Кримінального кодексу України (Відомості Верховної Ради України (ВВР), 2001, № 25-26, ст. 131) «Злочини у сфері службової діяльності та професійної діяльності, пов'язаної з наданням публічних послуг» та Глави 13-А Кодексу України про адміністративні правопорушення (Відомості Верховної Ради Української РСР (ВВР) 1984, додаток до № 51, ст. 1122) «Адміністративні правопорушення, пов’язані з корупцією». Більше того, яке місце корупційне правопорушення посідає в системі норм які вже існують в законодавстві України.
Повертаючись до суб’єкту відповідальності за корупційне правопорушення, який чітко визначений в ст. 1 ЗУ «Про запобігання корупції», наголосимо, що у випадку вчинення корупційного правопорушення особа, яка буде нести відповідальність за його вчинення, апріорі деліктоздатна. Деліктоздатність є частиною дієздатності і у публічного службовця, як спеціального суб’єкта відповідальності настає одномоментно з призначенням на відповідну посаду.
Таким чином дефініція «корупційне правопорушення» охоплює суто протиправний прояв поведінки посадової особи органу державної влади та особи якій делеговані владні повноваження (адміністративні, управлінські), в тому числі боротьбу з корупцією, за умови що об’єктивна і суб’єктивна сторони дії, або бездіяльності характеризуються отриманням неправомірної вигоди посадовою особою, або пов’язаними з нею особами. Фактично така посадова особа користується своєю роллю управлінця, адміністратора і зловживає владою, яка надана їй державою.
Відповідальність за вчинення «корупційного правопорушення» також має певні особливості. Вони пов’язані з особливістю суб’єкта, який притягається до відповідальності. В цьому контексті посадові особи органів державної влади можуть бути притягнуті до дисциплінарної відповідальності, відповідно до статутів, які діють в органах державної влади або спеціальних законів. Також, як посадові особи органів державної влади, так і особи яким делеговані функції державної влади, залежно від ступеня суспільної небезпеки можуть притягатись до кримінальної відповідальності (до того ж, наприклад, «за тяжкі та особливо тяжкі корисливі злочини, а також за злочини проти основ національної безпеки України та громадської безпеки незалежно від ступеня їх тяжкості» майно такої особи може бути конфісковано відповідно до ст. 59. КК України). Цивільно-правова відповідальність виражається в обов’язку особи компенсувати нанесену її діями шкоду державі чи громадянину.
Слід звернути увагу на те, що при характеристиці такого специфічного протиправного діяння, як корупція ми зовсім не згадуємо можливість притягнення осіб за такі діяння до адміністративної відповідальності — найбільше наближеної за своїм змістом до відповідальності публічних службовців в сфері державного управління. Нами зовсім не помилково названі тільки три види відповідальності за корупційні правопорушення — кримінальну, дисциплінарту та цивільно-правову. Адже саме так визначив Закон України «Про запобігання корупції». До сфери застосування адміністративної відповідальності цим Законом віднесені так звані правопорушення, пов’язані з корупцією.
В ст. 1 ЗУ «Про запобігання корупції» надається визначення цій інноваційній дефініції «правопорушення, пов’язане з корупцією — діяння, що не містить ознак корупції, але порушує встановлені цим Законом вимоги, заборони та обмеження, вчинене особою, зазначеною у частині першій статті 3 цього Закону, за яке законом встановлено кримінальну, адміністративну, дисциплінарну та/або цивільно-правову відповідальність». До набрання чинності закону, ці правопорушення іменувались більш конкретно «адміністративні корупційні правопорушення».
Тобто в нинішньому варіанті КУпАП, мова іде не про самі корупційні дії, а про те, що сприяє, прикриває чи заохочує таке протиправне явище. Наявні в КУпАП склади адміністративних правопорушень вже не містять такі обов’язкові для корупції ознаки, як наявність прямого умислу при визначенні суб’єктивної сторони адміністративного правопорушення, пов’язаного з корупцією, корисливої мети та використання власних повноважень при вчиненні правопорушення, способу задоволення власних цілей — неправомірне використання майна, отримання грошових коштів тощо.
На жаль, такий підхід законодавця до поділу правопорушень в цій сфері є абсолютно нелогічним та таким, що нівелює зміст деліктоздатності публічного службовця. Бо саме цей вид спеціальних суб’єктів характеризується наявністю управлінських функцій в сфері реалізації публічної влади, а відтак, порушення ними процедури реалізації цих функцій і є нічим іншим, як адміністративним (управлінським) правопорушенням.
Радянський підхід до розуміння адміністративної відповідальності, як відповідальності особи перед державою вже давно відійшла в минуле, тому є всі підстави повернутися до правильного, початкового розуміння адміністративної (управлінської) відповідальності враховуючи її зміст, а не тих суб’єктів, хто уповноважений розглядати відповідні справи. Якщо ми виходимо саме зі змісту адміністративної відповідальності, то адміністративною відповідальністю має бути тільки відповідальність публічних службовців, або осіб яким держава делегувала владу (право управляти від свого імені) за неналежне виконання своїх функцій.
Таким чином запровадження в законодавство України корупційних правопорушень має велике значення як для теорії українського права, спонукаючи її до перегляду постулатів галузевого права та приведення їх у відповідність з основами теорії права, так і практики застосування норм права під час притягнення особи до відповідальності, у відповідності до норм чинного законодавства.

## Необхідність систематизації законодавства про адміністративну відповідальність
Сучасний КУпАП, до якого постійно вносяться зміни за своєю суттю є законом який поєднує норми матеріального та процесуального права, охоплює всі сфери суспільно-економічного життя і в той же час містить в собі ряд колізійних норм або норм, які не виконуються через їх недосконалість (нікчемних норм). Відповідно, Кодекс України про адміністративні правопорушення потребує системних змін.
Ефективне правове супроводження адміністративної реформи передбачає подальшу систематизацію адміністративного законодавства, насамперед шляхом його кодифікації. Вона завжди пов’язана з глибокою і всебічною переробкою чинного законодавства та внесенням до нього суттєвих змін. Кодифікація забезпечує внутрішню погодженість, цілісність, системність і повноту правового регулювання відповідних відносин.
Кодифікація — це спосіб систематизації нормативних актів, що здійснюється шляхом перероблення та зведення правових норм, що містяться в різних актах, у логічно узгоджений нормативно-правовий акт, який системно і вичерпно регулює певну сферу суспільних відносин. Це необхідно зробити для формування сучасного законодавства, яке регулюватиме публічно-правові відносини відповідно до сучасних світових стандартів та конституційних положень. Крім цього, норми й ряд різних підзаконних актів під час кодифікації знайдуть своє місце в законодавстві, що спростить їх застосування.
У сукупності, завдяки визначеному підходу до публічного права ми досягнемо таких цілей: гуманізації правової системи, відповідності законодавства положенням Конституції України. Простота й зрозумілість законів для громадян буде свідчитиме про демократизацію суспільства.
Принципом кодифікації має стати, перш за все відмова від поєднання в одному нормативному акті норм матеріального та процесуального права. Такий підхід спростить системне розуміння правозастосувачами положень кодифікованого акту, зробить його цілісним та дозволить детально прописати механізм кожної процедури або сутність правового явища.
Нині КУпАП є таким нормативним актом, який не сприяє розвитку соціально-економічних відносин, а навпаки їх гальмує. Адміністративна діяльність як особлива частина науки адміністративного права і як практична реалізація функцій органів публічної влади, сьогодні зазнає кардинальних змін. Кодекс України про адміністративні правопорушення з моменту прийняття у 1985 р. зазнав десятки змін, але і досі залишається основним актом, що регулює накладення відповідальності за вчинення проступків. Частина матеріальних норм вже перенесена до базових кодексів — Митного, Податкового тощо. Цей процес необхідно продовжити та перенести до базових нормативних актів норми, що містяться в КУпАП та не стосуються сфери державного управління (адміністрування).
Зміни в адміністративне законодавство стане підґрунтям для зменшення справ, які розглядають слідчі Національної поліції України. Більше того, дані провадження повинні носити позасудовий характер, що суттєво розвантажить українські суди.
Зважаючи на те що склади проступків, що містяться в КУпАП та ряді нормативних актів, що регулюють відповідальність у відповідних суспільно-економічних сферах, по своїй суті не є адміністративними (управлінськими), слід змінити термін «адміністративне правопорушення (проступок)» на термін «проступок» у відповідній суспільно-економічній сфері («проступок у митній сфері» або «митний проступок», «проступок у податковій сфері» або «податковий проступок» тощо).
Перенесення складів провин, у нормативно-правові акти, які регулюють суспільні відносини в певних суспільно-економічних сферах стане основою для ефективного регулювання з боку державних органів у напрямку захисту прав громадян.
Надалі кодекси й закони вимагають внутрішньої систематизації відповідно до соціально-економічних змін у житті суспільства. Найбільш оптимальною є наступна структура нормативно-правових актів:
- Загальна частина — Правила поведінки в суспільно-економічній сфері;
- Особлива частина — Порушення встановлених правил і відповідальність за них;
- Спеціальна частина — Особливості процедур по виявленню й притягненню до відповідальності за скоєння проступків.

Поєднання в одному нормативному акті матеріальних норм які регулюють відповідальність за вчинення проступків у різних суспільно-економічних сферах та процесуальних норм є таким що протирічить сучасним вимогам до ефективності законодавства. Виокремлення норм щодо відповідальності за проступки в окремих розділах базових кодексів дозволить в подальшому їх поетапне вдосконалення у відповідності до вимог часу.
Процедури, пов’язані з розглядом проступків повинні мати позасудовий порядок розгляду. А відтак, потребує чіткого регламентування діяльність усіх органів публічної влади, що беруть участь у таких процедурах. Спільний процесуальний алгоритм, виписаний в окремому кодексі щодо проваджень у справах про проступки, має доповнюватися спеціальними положеннями окремих нормативних актів, що враховують особливості розгляду окремих категорій справ. Такий підхід зробить прозорою процесуальну частину притягнення осіб до відповідальності за проступки, зробить захист прав і свобод людини в деліктних відносинах цілком реальним, а не декларативним явищем.
В той же час доцільно в базових кодексах в яких містяться норми щодо правового регулювання правовідносин у відповідних суспільно-економічних галузях виділяти окрему Спеціальну частину — в якій розміщати норми, що регулюють особливості проваджень, що здійснюються відповідними органами державної влади в юрисдикцію яких входить дотримання законодавства в даній сфері.
Також представляється можливим внесення в Кримінальний кодекс України змін у вигляді окремих статей про посилення кримінальної відповідальності за правопорушення, які являють загрозу публічному порядку й правам людини. Зокрема — керування транспортним засобом напідпитку.
Загальний принциповий підхід «один контролюючий орган (діючий на основі положення) — один нормативний акт (кодекс, закон)» дозволить: провести децентралізацію на законодавчому рівні; зменшити кількість справ розглянутих у судах; сприяти правовому вихованню громадян; збільшити надходження коштів у місцеві бюджети за рахунок штрафних санкцій.
Таким чином для ефективного функціонування правової системи Україні нині актуальним, так само як і двадцять років тому, є рекодифікація Кодексу України про адміністративні правопорушення. Дані заходи в цілому стануть основою для систематизації українського законодавства і його гармонізації із законодавством Європейського Союзу.
Вдосконалення законодавства щодо забезпечення публічного порядку сприятиме поліпшенню публічного порядку та організації діяльності органів державної влади і відповідно захисту прав людини та громадянина.